# Cast in Steel Tour
Cast in Steel Tour es la undécima gira de a-ha. Se inició el 24 de septiembre de 2015 en el Luna Park de Buenos Aires, en Argentina y continuará en octubre de 2015 en Brasil pasando por el festival de Rock in Rio VI el 27 de septiembre. La gira continuará posteriormente en marzo de 2016 por varios países de Europa.

## Cast in Steel
Separados formalmente el 4 de diciembre de 2010 cuando dieron el último concierto de la gira Ending on a High Note, la banda decidió reunirse para participar en la edición del trigésimo aniversario del festival Rock in Rio. Al mismo tiempo, anunciaron varios planes para celebrar también su trigésimo aniversario del éxito de su tema «Take on Me» y su álbum debut Hunting High and Low. Entre otros, el lanzamiento de su décimo álbum de estudio, Cast in Steel, acompañado de esta gira promocional.

## Fechas
Actualmente, estas son las fechas confirmadas de la gira, que se irán ampliando en el futuro.
| Fecha                       | Ciudad             | País         | Lugar                                    |
| --------------------------- | ------------------ | ------------ | ---------------------------------------- |
| América del Sur             |                    |              |                                          |
| 24 de septiembre de 2015(*) | Buenos Aires       | Argentina    | Luna Park                                |
| 27 de septiembre de 2015(*) | Río de Janeiro     | Brasil       | Festival Rock in Rio VI (Cidade do Rock) |
| 6 de octubre de 2015        | Brasilia           | Brasil       | Net Live                                 |
| 8 de octubre de 2015        | Recife             | Brasil       | Chevrolet Hall                           |
| 10 de octubre de 2015       | Fortaleza          | Brasil       | Aquaville Resort                         |
| 14 de octubre de 2015       | São Paulo          | Brasil       | Espaço das Américas                      |
| 15 de octubre de 2015       | Curitiba           | Brasil       | Master Hall                              |
| Europa                      |                    |              |                                          |
| 6 de marzo de 2016          | Ekaterimburgo      | Rusia        | SP Uralets                               |
| 8 de marzo de 2016          | Kazán              | Rusia        | Basket Hall                              |
| 10 de marzo de 2016         | San Petersburgo    | Rusia        | Ice Palace                               |
| 12 de marzo de 2016         | Moscú              | Rusia        | Olympisky                                |
| 15 de marzo de 2016         | Riga               | Letonia      | Riga Arena                               |
| 17 de marzo de 2016         | Minsk              | Bielorrusia  | Minsk Arena                              |
| 25 de marzo de 2016         | Mánchester         | Reino Unido  | Manchester Arena                         |
| 26 de marzo de 2016         | Londres            | Reino Unido  | London O2                                |
| 28 de marzo de 2016         | Glasgow            | Reino Unido  | SSE Hydro                                |
| 29 de marzo de 2016         | Birmingham         | Reino Unido  | Barclaycard Arena                        |
| 31 de marzo de 2016         | Ámsterdam          | Países Bajos | Heineken Music Hall                      |
| 1 de abril de 2016          | París              | Francia      | Zenith                                   |
| 3 de abril de 2016          | Stuttgart          | Alemania     | Schleyerhalle                            |
| 4 de abril de 2016          | Zúrich             | Suiza        | Hallenstadium                            |
| 6 de abril de 2016          | Múnich             | Alemania     | Olympiahalle                             |
| 7 de abril de 2016          | Leipzig            | Alemania     | Leipzig Arena                            |
| 9 de abril de 2016          | Núremberg          | Alemania     | Arena Nürnberger Versicherung            |
| 10 de abril de 2016         | Viena              | Austria      | Vienna Stadthalle                        |
| 13 de abril de 2016         | Berlín             | Alemania     | Berlin O2                                |
| 14 de abril de 2016         | Hamburgo           | Alemania     | Hamburg O2                               |
| 16 de abril de 2016         | Bremen             | Alemania     | ÖVB Arena                                |
| 17 de abril de 2016         | Hannover           | Alemania     | TUI Arena                                |
| 19 de abril de 2016         | Halle (Westfalia)  | Alemania     | Gerry Weber Stadium                      |
| 20 de abril de 2016         | Oberhausen         | Alemania     | König Pilsener Arena                     |
| 23 de abril de 2016         | Mannheim           | Alemania     | SAP Arena                                |
| 24 de abril de 2016         | Fráncfort del Meno | Alemania     | Festhalle                                |
| 26 de abril de 2016         | Colonia            | Alemania     | Lanxess Arena                            |
| 27 de abril de 2016         | Esch-sur-Alzette   | Luxemburgo   | Rockhal                                  |
| 30 de abril de 2016         | Oslo               | Noruega      | Oslo Spektrum                            |
| 1 de mayo de 2016           | Oslo               | Noruega      | Oslo Spektrum                            |
| 3 de mayo de 2016           | Oslo               | Noruega      | Oslo Spektrum                            |
| 5 de mayo de 2016           | Stavanger          | Noruega      | DnB Arena                                |
| 6 de mayo de 2016(*)        | Stavanger          | Noruega      | DnB Arena                                |
| 7 de mayo de 2016           | Bergen             | Noruega      | Bergenhus Festning                       |

(*) Agotado.